# José Antonio Caro Díaz
José Antonio Caro Díaz, noto anche come Churripi (Siviglia, 22 maggio 1994), è un calciatore spagnolo, portiere del Las Palmas.

## Carriera

### Club
Ha esordito fra i professionisti il 14 settembre 2014 disputando con il Siviglia Atlético l'incontro di Segunda División B vinto 1-0 contro l'El Palo.
All'inizio della stagione 2022-2023, difendendo la porta del Burgos in Segunda División ha stabilito il record di imbattibilità dall'inizio di una stagione nel calcio professionistico in Spagna, superando Claudio Bravo. La striscia prevede 10 partite consecutive senza subire reti, per un totale di 900 minuti.